# Hermann Gesing
Albert Hermann Joseph Gesing (* 6. April 1913 in Herne; † 17. April 1997 ebenda) war ein deutscher Maler, Zeichner, Bildhauer und Kunstpädagoge.

## Leben und Arbeit

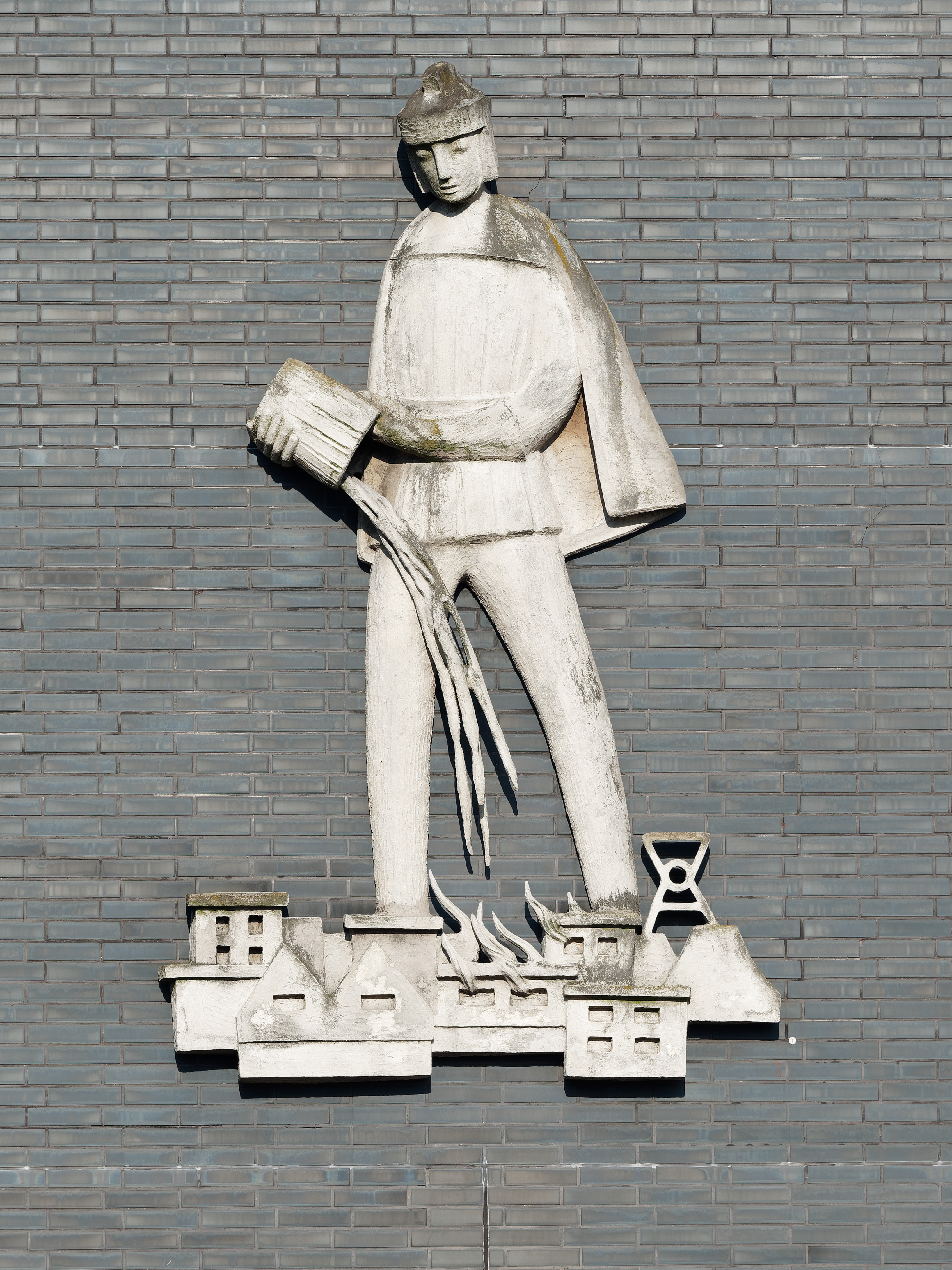
Heiliger Florian, Feuerwache Herne

Hermann Gesing wurde als Sohn des Bergmanns Hermann Gesing (1880–1956) und seiner Frau Elisabeth Böning († 1968) in Herne geboren und am 13. April 1913 in der Herz-Jesu-Kirche (Herne-Süd) getauft. Von 1919 bis 1927 besuchte er die Volksschule Herne. Von 1931 bis 1932 war er arbeitslos, bis er 1932 bei der Herner Firma Goos eine Lehre zum Anstreicher und Maler begann. Die Gesellenprüfung schloss er im Juli 1935 mit dem Ergebnis „Gut“ ab. Von 1932 (nach anderer Quelle 1935) bis 1936 besuchte er die Dortmunder Werkkunstschule und studierte Zeichnen und Malerei bei Walter Herricht, unternahm im Sommer 1937 eine einmonatige Studienreise in die Schweiz, um anschließend bis 1940 an der Folkwang-Schule bei Josef Urbach in Malerei und Joseph Enseling in Bildhauerei seine Ausbildung zum Bühnenbildner zu vollenden. Bis Kriegsbeginn war Gesing Theatermaler an den Essener Bühnen.
Von 1937 bis 1938 war Gesing Mitglied im nationalsozialistischen Studentenbund (NSDSTB) und drei Jahre bei der DAF. Der NSDAP gehörte er nicht an. 1939 wurde er zum Kanonier ausgebildet und durchlief von 1940 bis 1945 mehrere Dienstgrade in seiner Zeit als Soldat im Zweiten Weltkrieg. Zum Kriegsende 1945 war er als Leutnant, Führerreserve OKH OST in Itzehoe und wurde von April bis Juli 1945 im Offiziersgefangenenlager in Büsum interniert. Mitte Juni 1949 wurde seine Entnazifizierung nach Kategorie 5 festgestellt.
Nach Kriegsende führten Hermann Gesing zahlreiche Studienfahrten nach Italien und Frankreich. Ende der 1940er Jahre etablierte er sich als freier Maler, zusammen mit seinem jüngeren Bruder Jupp Gesing. Die dabei entstanden Bildnisse in verschiedensten Ausführungen, Materialien und Techniken zeigen ein Bild der Stadt Herne als der „Goldenen Stadt im Westen“. Er hielt Herne und seine Umgebung in Landschaftsbildern und Stadtansichten fest. 1946 wurde er zusammen mit seinem Bruder Jupp Gründungsmitglied der 1. Herner Künstlergruppe. Zugleich betrieb er in der ersten Hälfte der 1950er Jahre ein offenes Atelier zur Weiterbildung junger Herner Künstler, das so genannten „Herner-Mal-Studio“, das bis 1954 bestand. Hier entstanden auch Arbeiten im Terrazzo und Mosaik für öffentliche Auftraggeber.
Ab 1959 arbeitete Gesing vor allem als Bildhauer, zunächst mit Reliefs, später mit Skulpturen im freien Raum. Dabei spielte die erst in den 1955/58 Jahren für die Kunst entdeckte Arbeit mit kalt härtbarem Kunstharz (Polyester) eine bedeutende Rolle. Als erster hiesiger Künstler experimentierte er mit dem neuen Werkstoff, veränderte mit Unterstützung eines Chemikers die Härte, Farbe und Oberflächenbeschaffenheit. Im Laufe seines Schaffens löste er sich zunehmend vom Gegenständlichen hin zu abstrahierten und abstrakten Objekten. Bis zu seinem Tode war er als freischaffender Künstler tätig.
Daneben war er von 1969 bis 1980 als Kunsterzieher am Bochumer Lessing-Gymnasium angestellt. Hermann Gesing war mit Johanne Gertrud Dünwald (1920–2018) verheiratet. Das Paar hatte zwei Töchter.

## Arbeiten im öffentlichen Raum (Auswahl)

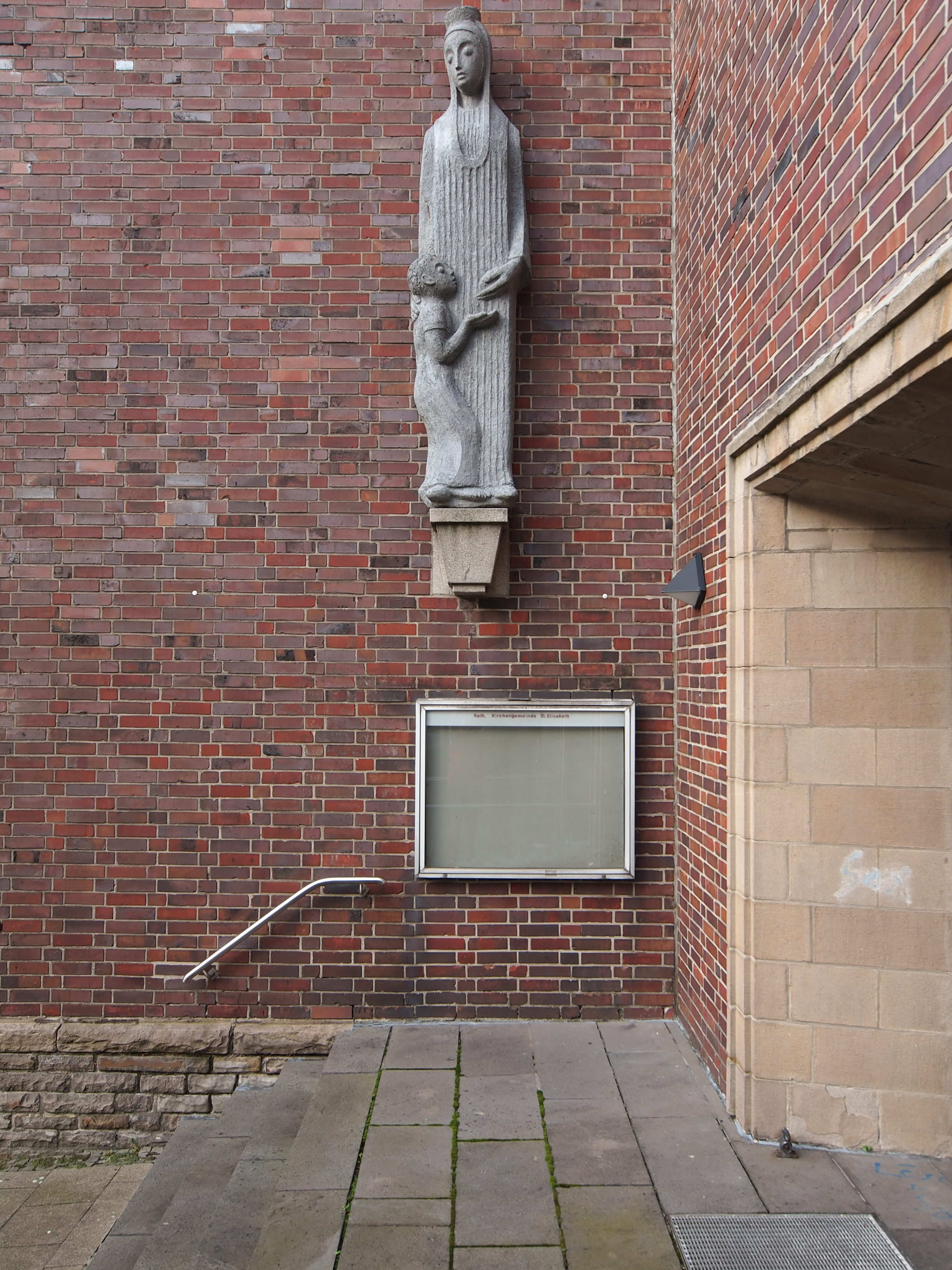
HL. Elisabeth, Kirche St. Elisabeth, Herne

Hl. Anna, Familienzentrum St. Anna, Herne

Von Gesings zahlreichen Arbeiten für die Gestaltung von Kirchen und Kunst am Bau im öffentlichen Raum sind viele nicht mehr auffindbar oder durch den Abriss von Gebäuden zerstört worden. Zu den noch erhaltenen zählen unter anderem:
- 1954: Zehn Stadtwappensteine aus Kunststein, von denen zwei Exemplare erhalten sind[10][11]
- 1960: Die Sonne und Fröhliche Kinder, 2 Glasmosaike, Haranni-Gymnasium Herne
- 1960/61: Vier Glasfenster, St. Nikolaus, Geeste-Groß Hesepe
- 1961: Mosaikgruppe Kreuzigung im neuen Choranbau, St. Nikolaus, Geeste-Groß Hesepe
- 1964: Halbrelief Heilige Elisabeth, aus Polyester an der kath. Kirche St. Elisabeth Brunnenstraße, Herne
- 1966: Halbrelief Barmherziger Samariter, Montessori-Kinderhaus, Bismarckstraße Herne
- 1966: Relief Schutzpatronin, Heilige Anna inmitten einer Kinderschar, St. Anna-Kindergarten, Franz Düwell Straße, Herne[12]
- 1967: Peter und Paul und Marienbild im Baum, Wandplastiken, St. Peter und Paul, Herne-Börnig
- 1969: Heiliger Florian, Halbrelief aus Polyester an der Feuerwache, Sodinger Straße, Herne[13][14][15]
- 1969: Sieben Werke der Barmherzigkeit, Plastik, Seniorenheim Schulstraße Herne, z. Zt. eingelagert

Nicht erhalten, zerstört oder verschollen sind unter anderem:
- 1952: 3 Industrieterrazzoarbeiten, Fabrik Beien, Herne
- 1955: Die vier Elemente, Terrazzoarbeit, Rathaus Witten
- 1957: Wasserballspiel, Hallenbad Witten, 2005 abgerissen
- 1957: 14 Heilige, Vierzehnheiligen Kirche, Bochum-Weitmar, 2014 abgerissen
- 1962: Auferstandener Christus, Halbrelief, Friedhofskapelle Melle
- 1963: Kreuzweg, 14 Stationsbildnisse, St. Joseph, Herne-Horsthausen
- 1966: Relief Schutzmantel-Madonna, ursprünglich an der Fassade, später im oberen Bereich eines Treppenturmes neben dem Eingang der Klinik montiert, Marienhospital Herne[16]
- 1967: Rad des Lebens, Vierzehnheiligen Kirche, Bochum-Weitmar, 2014 abgerissen[15]

## Ausstellungen (Auswahl)
- 1949: Herbstausstellung der Gruppe Herner Künstler im Wirtschaftsamt (Altes Amtsgericht)[17]
- 1950–1954: Herbstausstellung, Studio Gesing, Herne
- 1955: Stadtarchiv Herne
- 1965: Heimathaus am Schloss Strünkede (heute: Städtische Galerie im Schlosspark Strünkede)
- 1972: Rathaus Herne und Schloss Strünkede
- 1981: Städtische Galerie im Schlosspark Strünkede, Herne – Gruppenausstellung
- 1983: Städtische Galerie, Herne
- 1995: 1. Herner Künstlergruppe 1948–1953, Schollbrockhaus, Herne[18][19]

Posthum
- 1997: In Memoriam Hermann Gesing, Studio der städtischen Galerie im Schlosspark Strünkede, Herne[19]
- 1998: Hermann Gesing – Malerei und Plastik 1913–1997, Rathaus Galerie, Herne[4][20]
- 1999: Herne in der Kunst – Kunst in Herne, Städtische Galerie im Schlosspark Strünkede, Herne[21]
- 2018: „Spuren“ – Herner Künstlerinnen und Künstler der Jahrgänge 1893 bis 1945, Städtische Galerie im Schlosspark Strünkede, Künstlerzeche Unser Fritz, VHS-Galerie Wilhelmstraße, Flottmann-Hallen, Herne[22][23]